# Filetero
Filetero (in greco antico: Φιλέταιρος?, Philétairos; Tio, 343 a.C. – Pergamo, 263 a.C.) è stato un sovrano paflagone, re di Pergamo dal 281 a.C. fino alla sua morte.

## Biografia
Originario di Tio, nella Paflagonia, fu tesoriere di Lisimaco, diadoco di Alessandro Magno e re della Tracia.
Nel 282 a.C. si impossessò della città di Pergamo, nella Troade (Asia Minore). Dopo aver tradito Lisimaco, alla sua morte a Corupedio (281 a.C.), passò dalla parte di Seleuco.
Quando anche questi morì (280 a.C.), Filetero rimase fedele al figlio di Seleuco, Antioco I ed ottenne dunque una notevole autonomia nell'amministrazione del territorio di Pergamo. Pur non trasformando la città in un regno autonomo, la gestì di fatto come un piccolo principato indipendente; è per questo considerato come il fondatore della dinastia degli Attalidi, futuri sovrani di Pergamo.
Morì nel 263 a.C., e fu venerato come divinità a Pergamo.